# Cordillera del Cáucaso
La cordillera del Cáucaso es una gran cadena montañosa localizada entre el mar Negro y el mar Caspio, en la región del Cáucaso, entre las cuencas del río Kubán y del río Térek, al norte de Anatolia, y el río Aras, al sur. Muchas veces ha sido considerado como uno de los límites entre Europa Oriental y Asia Occidental.
Muchas de las cimas de esta cordillera superan los 4500 m sobre el nivel del mar, siendo la más alta el monte Elbrús, en el Gran Cáucaso. La cordillera es una gran barrera geográfica, casi infranqueable, con pocos pasos y collados, siendo los más importantes el Daryal y el Mamison. Posee considerables recursos hidráulicos como los del río Kurá y valiosas reservas de petróleo y gas natural.
Administrativamente, el Cáucaso pertenece a Armenia, Azerbaiyán, Georgia y Rusia (a las repúblicas autónomas de Karacháevo-Cherkesia, Kabardino-Balkaria, Ingusetia, Osetia del Norte - Alania, Chechenia y Daguestán). 
Las montañas cercanas a Sochi fueron la sede de parte de los Juegos Olímpicos de Invierno de 2014.

## Etimología

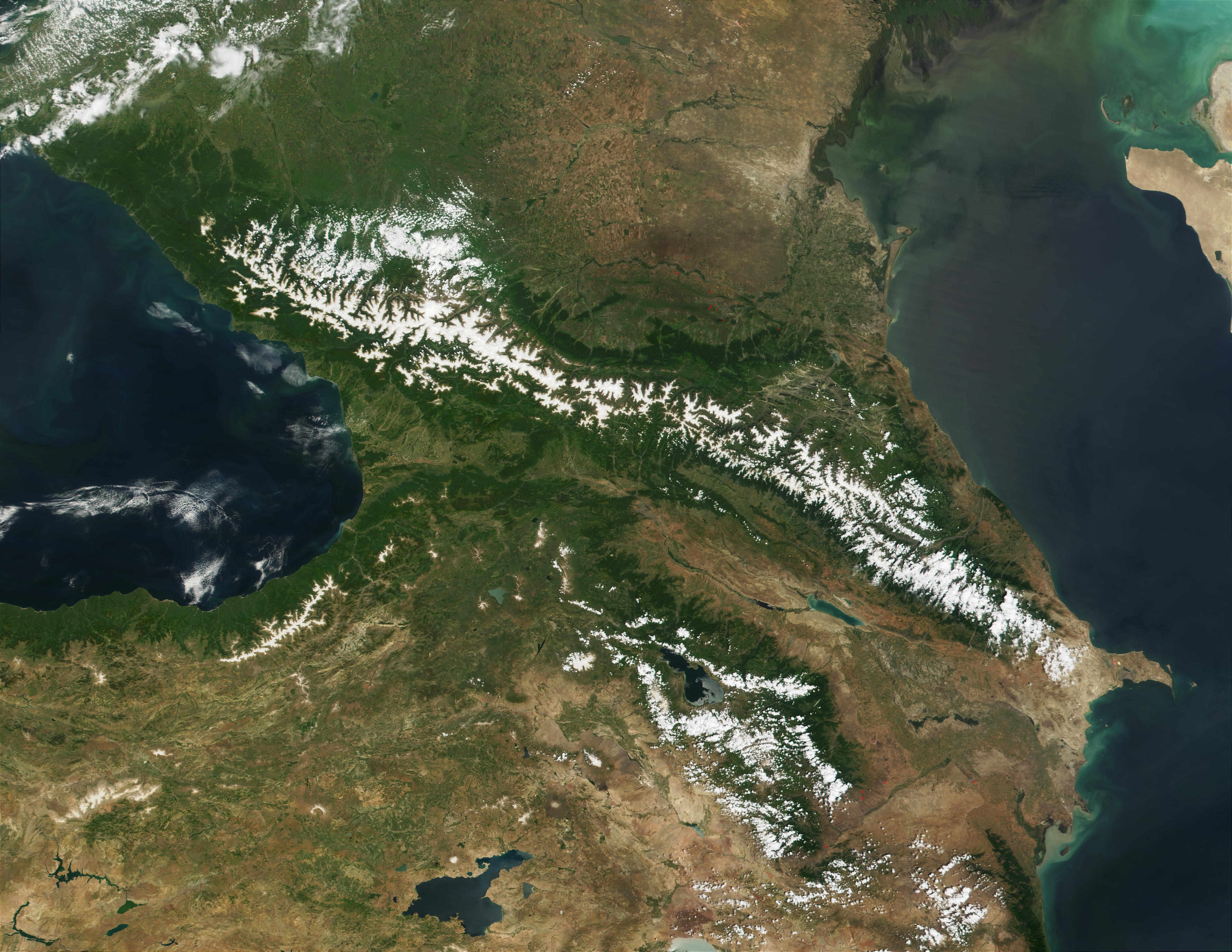
Foto satelital del Cáucaso

El nombre proviene del griego Kaukasos, nombre de un pastor escita muerto por Crono y que dio nombre a las montañas. En la mitología griega, el Cáucaso o Kaukasos era uno de los pilares sobre los que se apoya el mundo. Prometeo fue encadenado en estas montañas por Zeus. (del ruso: Kavkazskiy Jrebet).

## Geografía
La cordillera está formada por dos sistemas montañosos separados:
- El Gran Cáucaso (en ruso Bolshói Kavkaz), o simplemente Cáucaso, es una gran cordillera rectilínea de 1200 km de longitud, orientada de noroeste a sureste, desde la Reserva Natural del Cáucaso, en las cercanías de Sochi, en la región de Novorosíisk, en el mar Negro, hasta la península de Absherón, casi en Bakú, en el mar Caspio.
- El Cáucaso Menor (en ruso Maly Kavkaz), que corre paralelo al sur de la anterior, a unos 100 km de distancia media, de estructura más compleja y que se extiende cerca de 1125 km a través de las montañas del sur de Georgia y de Armenia, siendo de origen volcánico. La cordillera Mesjeti es una parte del sistema del Cáucaso Menor.

Ambos sistemas están conectados por la cordillera Liji, que separa la Cólquida de la depresión Kurá (tierras bajas de Kurá). En la parte suroriental están las montañas Talysh. La zona al norte del Gran Cáucaso recibe el nombre de Circasia y la sur Transcaucasia, formada por el Cáucaso Menor y el altiplano armenio.

## Geología
La cordillera del Cáucaso se formó hace 28,49-23,8 millones de años, como resultado de una colisión tectónica entre la placa arábiga, que se desplaza hacia el norte, con la placa euroasiática. Este sistema montañoso es una continuación de la cordillera del Himalaya, que también está siendo presionada al alza por una colisión similar entre la placa de Eurasia y la placa índica. Toda la región se ve sometida regularmente a fuertes terremoto]s por dichas fuerzas, sobre todo a causa de la compleja estructura, con los bloques de Anatolia-Turquía e Irán fluyendo de costado, lo que impide la subducción del borde adelantado de la placa y de ahí la falta de actividad volcánica en el Gran Cáucaso (a pesar de que existen algunos estratovolcanes, como el monte Elbrús, el monte Kazbek y otros). 
La cordillera del Cáucaso Menor sí es en gran medida de origen volcánico. La volcánica meseta Javakheti, en Georgia, y las cordilleras volcánicas próximas que se extienden hasta el centro de Armenia, son el reflejo más joven e inestable de las características geológicas de la región. 
Hay grandes yacimientos de granito, gneis, petróleo (estimación de las reservas: hasta 200 millones de barriles) y numeroso gas natural en la zona.

## Afiliación geográfica
No hay acuerdo claro sobre si la cordillera del Cáucaso es parte de Europa o de Asia. Dependiendo de la perspectiva, el Cáucaso pertenece a Asia o a Europa, y el punto más alto del continente europeo, unas veces se considera al monte Elbrús (5642 m) y otras al Mont Blanc (4810 m), en los Alpes, en la frontera italo-francesa. 
La cordillera del Cáucaso se encuentra en el centro de la placa euroasiática entre Europa Oriental y Oriente Próximo. Debido a que la placa es geológicamente estable en esta región, es difícil determinar el curso exacto de la frontera continental. Por ello, a lo largo de la historia, la frontera continental ha cambiado de un lugar a otro. Los antiguos griegos veían el Bósforo y las montañas del Cáucaso como la frontera de Europa, pero eso cambió más tarde varias veces por razones políticas. En la vasta época de las invasiones bárbaras y la Edad Media, el Bósforo y el río Don dividían ambos continentes.
La frontera fue históricamente definida por el oficial militar y geógrafo sueco Philip Johan von Strahlenberg, que sugirió que el límite siguiese los picos de los montes Urales y, a continuación, el curso bajo del río Emba y la costa del mar Caspio, antes de atravesar la depresión Kumá-Mánych, que se encuentra 300 km al norte de las montañas del Cáucaso. En 1730, este curso fue aprobado por el zar de Rusia, y desde entonces fue adoptado por muchos científicos. Considerando esta definición, las montañas del Cáucaso son parte de Asia y la montaña más alta de Europa es el Mont Blanc.
Por otra parte, La Grande Encyclopédie francesa (1886-1902) dibujó claramente la frontera entre Europa y Asia al sur de ambas cordilleras del Cáucaso: para ellos, tanto el monte Elbrús como el monte Kazbek serían montañas europeas.
En términos políticos, la división continental actual unas veces considera que Rusia estaría en Europa, y Georgia, Armenia y Azerbaiyán en Asia; aunque otras veces se incluyen Georgia, Armenia y Azerbaiyán en Europa.

## Clima

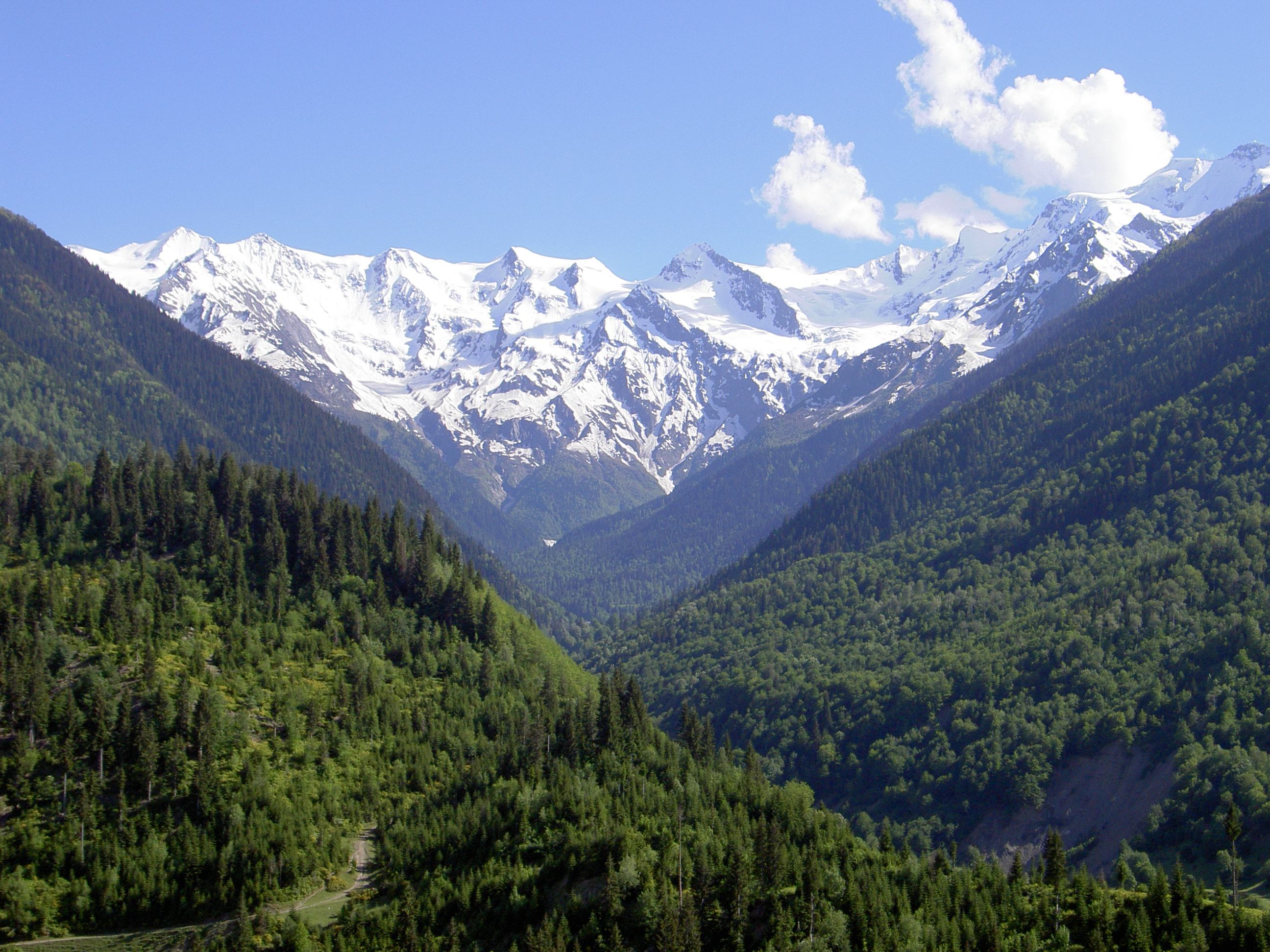
Vista de la cordillera del Cáucaso, desde la región de Svaneti en Georgia

El clima de la región del Cáucaso varía tanto verticalmente (de acuerdo con la altura) como horizontalmente (por la latitud y la ubicación). La temperatura generalmente disminuye a medida que aumenta la altitud. La temperatura media anual en Sujumi, Abjasia al nivel del mar es de 15 °C, mientras que en las laderas del monte Kazbek a una altitud de 3700 m, la temperatura media anual es de −6,1 °C. La vertiente septentrional del Gran Cáucaso tiene de media 3 °C menos que la meridional. Las tierras altas del Cáucaso Menor, en Armenia, Azerbaiyán y Georgia, se caracterizan por los fuertes contrastes de temperatura entre el verano y los meses invernales, debido a un clima más continental.
La lluvia aumenta de este a oeste en la mayoría de las áreas. La elevación desempeña un papel importante en el Cáucaso y las montañas, en general, reciben mayores cantidades de precipitación que las zonas bajas. Las regiones nororiental (Daguestán) y meridional del Cáucaso Menor son las zonas más secas. El mínimo absoluto de precipitación anual es de 250 mm en el noreste de la depresión del Caspio. Algunas partes occidentales de las montañas del Cáucaso destacan por grandes cantidades de precipitación. La ladera meridional del Gran Cáucaso recibe mayor cantidad de precipitación que la vertiente norte. La precipitación anual en el Cáucaso Occidental varía entre 1000−4000 mm, mientras que en el Oriental y en el Septentrional (Chechenia, Ingusetia, Kabardino-Balkaria, Osetia, Iberia, Kartli, etc.) la precipitación varía entre 600−1800 mm. El máximo absoluto de precipitación anual es 4100 mm en la zona del monte Mtirala, en la cordillera Meskheti, en Adjaria. La precipitación del Cáucaso Menor (sur de Georgia, Armenia, oeste de Azerbaiyán), sin considerar la cordillera Meskheti, varía de 300−800 mm por año.
La cordillera del Cáucaso es conocida por su gran cantidad de nieve, aunque muchas regiones no localizadas en las laderas de barlovento no reciben tanta nieve. Esto es especialmente cierto para las montañas del Cáucaso Menor, que están algo aisladas de la humedad procedente del mar Negro y reciben considerablemente menos precipitación (en forma de nieve) que el Gran Cáucaso. El promedio invernal de cubierta de nieve de las montañas del Cáucaso Menor es de 10−30 cm. El Gran Cáucaso (especialmente en las laderas suroccidentales) está marcado por las fuertes nevadas, con frecuentes y fuertes avalanchas de noviembre-abril. La cubierta de nieve en varias regiones (Svanetia, en el norte de Abjasia) puede alcanzar los 5 ms. La región del monte Achishkho, que es el lugar más nevoso del Cáucaso, registra espesores de nieve de 7 m.

## Paisaje

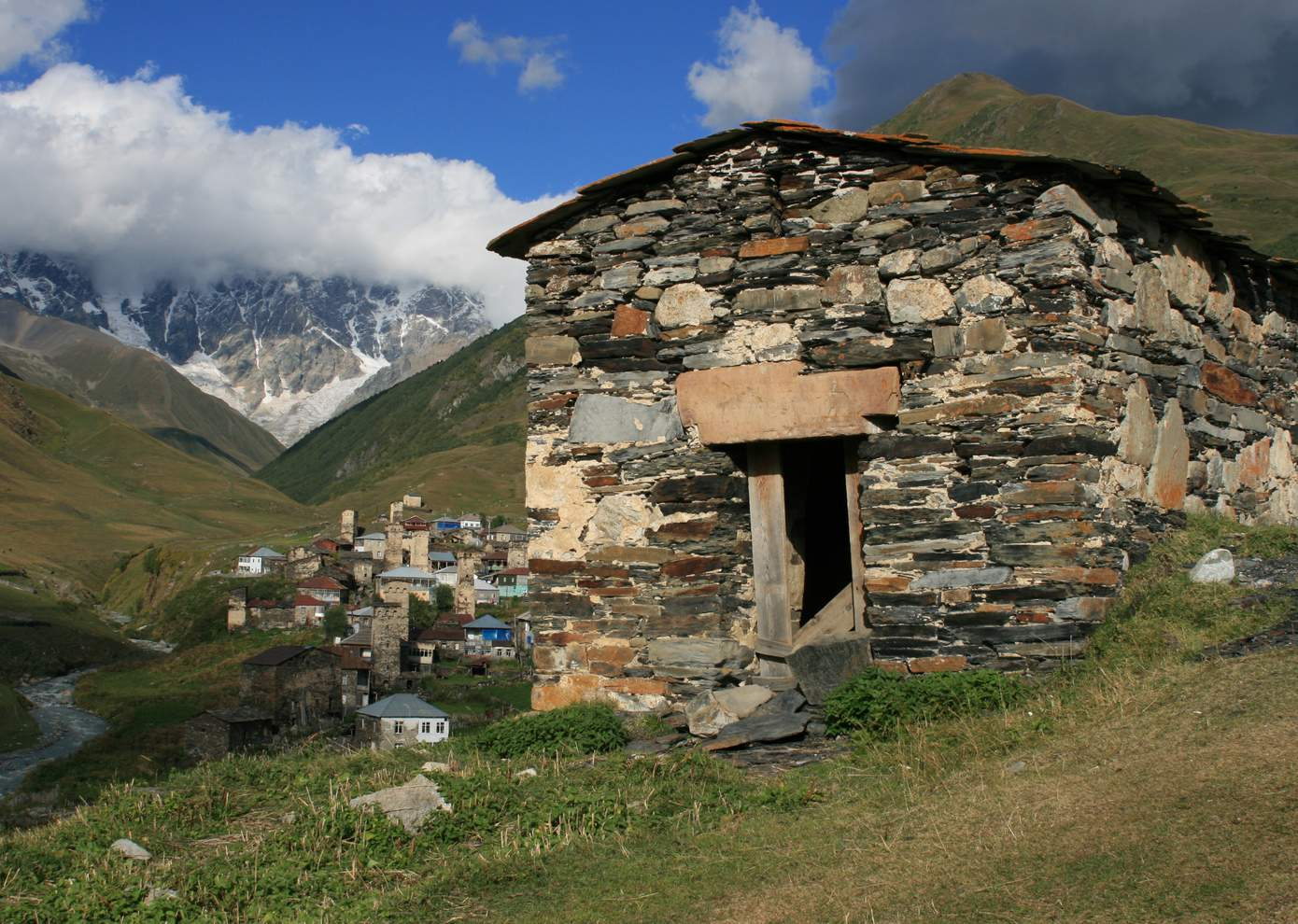
Paisaje rural de la cordillera del Cáucaso, cerca de Ushguli.

La cordillera del Cáucaso tiene un paisaje variado que cambia principalmente con la altura y de acuerdo a la distancia a las grandes masas de agua. La región contiene biomas que van desde tierras bajas marismas/bosques subtropicales a glaciares (Cáucaso Occidental y Central), así como mesetas semidesérticas /estepas y pradera alpinas en el sur (principalmente Armenia y Azerbaiyán).
La vertiente septentrional del Gran Cáucaso está cubierta de bosques de roble, carpe, arce y fresno en las cotas más bajas, mientras que hay bosques de abedul y pino en las elevaciones más altas. Algunos de los lugares/laderas más bajos de la región están cubiertos por estepas y pastizales. Las faldas noroccidentales del Gran Cáucaso (Kabardino-Balkaria, Karacháevo-Cherkesia, etc.) también tienen bosques de picea y abeto. La zona alpina sustituye a la zona de bosques alrededor de los 2000 m sobre el nivel del mar. El permafrost /línea de glaciar generalmente comienza alrededor de 2800-3000 m. 
Las laderas sur-orientales de la cordillera del Gran Cáucaso están cubiertas por haya, roble, arce, carpe y fresno. Los hayedos tienden a dominar en los lugares más altos. Las laderas sur-occidentales de las montañas del Gran Cáucaso están cubiertas por los bosques colquianos (roble, buxus, haya, castaño, carpe, olmo) en las elevaciones más bajas, con coníferas y bosques mixtos (picea, abeto y haya) en las elevaciones más altas. La zona alpina en las laderas meridionales puede subir hasta los 2800 m sobre el nivel del mar, mientras que la línea de glaciar/nieve comienza a partir de 3000-3500 m.
El norte y el oeste de las laderas del Cáucaso Menor se caracterizan tanto por bosques colquianos y otros bosques caducifolios en las cotas más bajas, mientras los bosques mixtos y de coníferas (principalmente picea y abeto) dominan en las cotas más altas. Los hayedos también son comunes en elevaciones más altas. Las laderas meridionales del Cáucaso Menor están cubiertas en gran parte por pastizales y estepas a una altitud de 2500 m. Las zonas más altas de la región tienen también praderas alpinas. 
Las formaciones volcánicas y otras formaciones rocosas son comunes en toda la región. La zona volcánica se extiende en una amplia zona del sur de Georgia, en Armenia y en el suroeste de Azerbaiyán. Los picos más altos de la región son el monte Aragáts, Didi Abuli, Samsari, y algún otro sin nombre conocido. La zona se caracteriza por las mesetas volcánicas, flujos de lava, lagos volcánicos, conos volcánicos y otras características. Las montañas del Cáucaso Menor carecen del tipo de los glaciares /características glaciales que son comunes en la Gran Cordillera del Cáucaso.

## Gran Cáucaso

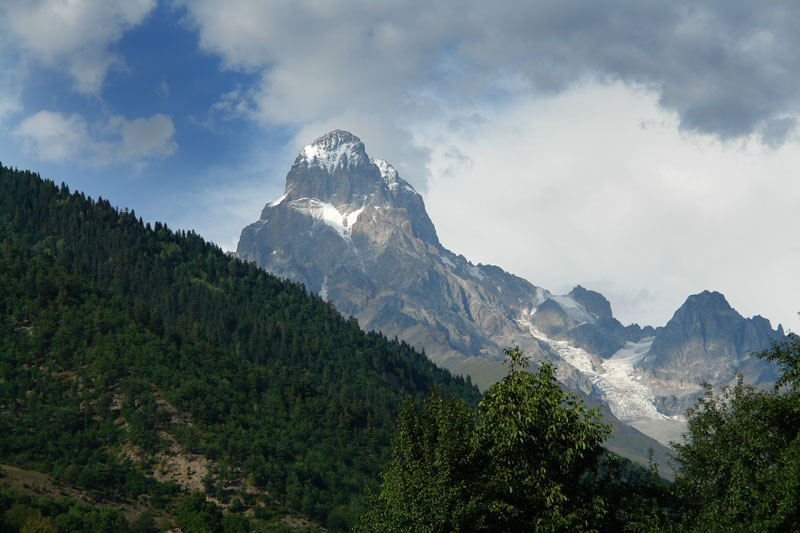
Pico Ushba, uno de los más emblemáticos dada su prominencia,

Es el tipo más característico de «cordillera barrera». A lo largo de 1000 km de longitud, desde el meridiano de Sochi hasta 100 km al norte de Bakú, la arista montañosa no se encuentra casi nunca por debajo de los 2000 m de altitud. En su parte central, sistema montañoso forma un altísimo bastión (entre el monte Elbrús al oeste y el Adai-Joj o Uilpata 4646 m), sin ninguna brecha inferior a los 4000 m). Separado de este bastión por la alta cuenca del Ardón, el macizo del monte Kazbek, al este, sobrepasa los 5000 m. 
En el Cáucaso Central hay glaciares que se deslizan hacia valles estrechos a la sombra de los grandes bosques de coníferas. Está constituido por un núcleo de terrenos cristalinos y metamórficos, precedido al norte y al sur por pliegues coherentes (flysch). Unos vastos macizos volcánicos dominan la cordillera central, destacando el Elbrús, aún en actividad durante el cuaternario. Esta actividad eruptiva latente se nota por la aparición de fuentes termales y por la persistencia de cierta movilidad sísmica. Es probable que los movimientos de levantamiento de la cordillera se hayan producido hasta la época presente. Al oeste, el núcleo de rocas antiguas desaparece bajo la cobertura sedimentaria plegada que forma unas cordilleras paralelas muy juntas en la vertiente meridional (las altitudes máximas están comprendidas entre los 3000 y los 4000 m). Un espeso manto forestal recubre estas montañas expuestas a los vientos húmedos que soplan del mar Negro. Al este del monte Kazbek y del paso de Darial, por el que el río Térek atraviesa la cordillera, la montaña vuelve a recobrar su carácter de barrera, pero su altitud media es menos importante que en el Cáucaso Central (3000 a 4000 m, como al oeste).
Domina bruscamente al sur la depresión de Kajetia y de Azerbaiyán; pero, en la vertiente septentrional, en Daguestán, se extiende, por el contrario, en forma de macizos de altas mesetas: es la parte más ancha del sistema montañoso (hay casi 200 km entre Majachkalá y Kajetia, mientras que en el Cáucaso Central no mide más de 100 km de anchura). El Cáucaso Occidental y el Cáucaso Oriental, más diferenciados y más cerrados que el Cáucaso Central, se han prestado fácilmente a la formación de comunidades montañesas, muy celosas de su peculiaridad nacional. No obstante, el Cáucaso central ha observado una viva tradición nacional, la de Osetia.

## Cáucaso Menor

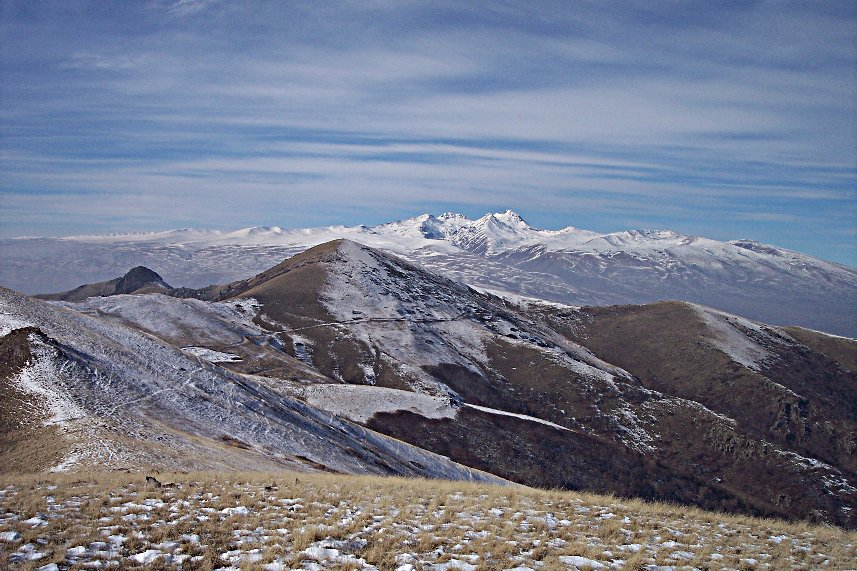
El monte Aragats, en Armenia es la cumbre más alta del Cáucaso Menor

Tiene menos unidad que el Gran Cáucaso. Consta de dos conjuntos principales: 
- al oeste, las montañas de Adjaria-Imeretia, entre Batumi y el alto Kurá (2850 m), las montañas de Trialetie, entre el alto Kurá y el Tiflis (2759 m), y la cordillera de Samsark (3304 m);
- al sureste, el alto macizo de Armenia, que está perfectamente separado de la Armenia turca por las cuencas del Aras. Unas cordilleras de dirección distinta sobrepasan los 3000 m y están interrumpidas por unos macizos volcánicos: el punto más alto del Cáucaso Menor es la cima de una alta cúpula de basalto, el monte Alaguioz (4095 m). El relieve de la región es muy variado: pequeñas llanuras en el fondo de las cuencas de hundimiento, cumbres volcánicas y necks con laderas casi verticales, dan a estos paisajes de montaña un carácter particularmente salvaje. Estas montañas, con muchas lluvias al oeste, en las vertientes que dan al mar Negro, son cada vez más áridas y rudas hacia el este, más allá del meridiano de Tbilisi, donde dominan la llanura del Azerbaiyán, muy continental, que se transforma en verano en un verdadero horno.

## Picos notables
En el cuadro que figura a continuación se enumeran algunos de los picos más altos de la región del Cáucaso. Con la excepción de Shkhara, las alturas se han tomado de la cartografía soviética 1:50.000. Hay muchos picos más altos y prominentes, pero sin nombre, que algunos de los picos incluidos a continuación.
| Nombre del pico      | Elevación (m) | Prominencia (m) | País          |
| -------------------- | ------------- | --------------- | ------------- |
| Monte Elbrús         | 5641          | 4741            | Rusia         |
| Monte Dykhtau        | 5205          | 2002            | Rusia         |
| Shkhara              | 5201          | 1365            | Georgia       |
| Monte Koshtan-Tau    | 5152          | 822             | Rusia         |
| Jangi-Tau (Janga)    | 5059          | 300             | Rusia/Georgia |
| Monte Kazbek         | 5047          | 2353            | Georgia       |
| Pico Pushkin         | 5033          | 110             | Rusia/Georgia |
| Katyn-Tau            | 4979          | 240             | Rusia/Georgia |
| Pico Shota Rustaveli | 4860          | c.50            | Georgia       |
| Tetnuldi             | 4858          | 672             | Georgia       |

## Pasos de montaña
A continuación se enlistarán los puertos de montaña de la cordillera del Cáucaso ordenados de mayor a menor altitud, asignándo el país de referencia, ya sea Georgia, Rusia, Armenia o Azerbaiyán. Para hacer una buena selección sólo estarán disponibles los pasos de montaña por encima de los 2600 m sobre el nivel del mar.
Solo están presentes aquellos pasos de montaña cuyo acceso está claramente delimitado por carreteras o en su defecto por caminos de montaña aptos para coche 4x4. Por tanto, se descartan las carreteras que finalizan en montañas o cerca de éstas.
Muchos de ellos son antiguas carreteras militares y estrechas, como los pasos fronterizos, además de no estar pavimentados. Estos pasos fronterizos requieren permisos de ambos países para transitar por sus zonas, tanto en la frontera RUS-GEO como en la frontera ARM-AZE y un poco más adentro en las zonas militarizadas por disputas de territorio (zona del Alto Karabag y del corredor de Lachin). Las altitudes son aproximadas por métodos de satélite.
En los medios, redes sociales y mapas aparecen con el nombre de pass,paso, pereval o перевал entre otros. Faltarán muchos puertos de montaña debido a la dificultad de encontrar todos los pasos.
Llevarán asignados sus coordenadas exactas para facilitar su localización.
| Nombre del puerto de montaña | Sistema montañoso | Pavimentado | Elevación (m) | País               |
| ---------------------------- | ----------------- | ----------- | ------------- | ------------------ |
| Pereval Balyk/Перевал Балык  | Gran Cáucaso      | No          | 3525          | Rusia              |
| Kaputzhukh Pass              | Cáucaso Menor     | No          | 3490          | Azerbaiyán/Armenia |
| Hazramascid Asirimi          | Cáucaso Menor     | No          | 3445          | Azerbaiyán/Armenia |
| Pereval Kurtatinsky          | Gran Cáucaso      | No          | 3297          | Rusia              |
| Spitakasar Pass              | Cáucaso Menor     | No          | 3260          | Armenia            |
| Omar Pass                    | Cáucaso Menor     | No          | 3252          | Azebaiyán          |
| Sevakatar Pass               | Cáucaso Menor     | No          | 3220          | Armenia            |
| Pereval Aksatl'              | Gran Cáucaso      | No          | 3200          | Rusia/Georgia      |
| Pereval Mukhinskiy           | Gran Cáucaso      | No          | 3148          | Rusia              |
| Kvdary Pass                  | Gran Cáucaso      | No          | 3139          | Rusia/Georgia      |
| Chegetjara Pass              | Gran Cáucaso      | No          | 3120          | Rusia              |
| Pereval Chuchkup             | Gran Cáucaso      | No          | 3120          | Rusia              |
| Pereval Eshak-Meydany        | Cáucaso Menor     | No          | 3028          | Armenia            |
| Bargushat Pass               | Cáucaso Menor     | No          | 3010          | Armenia            |
| Pereval Rokskyy              | Gran Cáucaso      | No          | 2996          | Rusia/Georgia      |
| Dumala Pass                  | Gran Cáucaso      | No          | 2980          | Rusia              |
| Pereval Bogovatchosgele      | Gran Cáucaso      | No          | 2974          | Georgia            |
| Pereval Shaukam              | Gran Cáucaso      | No          | 2929          | Rusia              |
| Ugheltekhili Chanchakhi      | Gran Cáucaso      | No          | 2857          | Georgia            |
| Abano Pass                   | Gran Cáucaso      | No          | 2850          | Georgia            |
| Latpari Pass                 | Gran Cáucaso      | No          | 2835          | Georgia            |
| Paso de Mamisón              | Gran Cáucaso      | No          | 2835          | Rusia/Georgia      |
| Pereval Kanzhal              | Gran Cáucaso      | No          | 2824          | Rusia              |
| Pereval Sirkh                | Gran Cáucaso      | No          | 2820          | Rusia              |
| Pereval Khodskiy             | Gran Cáucaso      | No          | 2800          | Rusia              |
| Pereval Sirkh                | Gran Cáucaso      | No          | 2795          | Rusia              |
| Klukhori Pass                | Gran Cáucaso      | No          | 2780          | Rusia/Georgia      |
| Pereval Bactykhi             | Gran Cáucaso      | No          | 2760          | Rusia              |
| Pereval Konnshkolsky         | Gran Cáucaso      | No          | 2748          | Rusia              |
| Pereval Jaurgen              | Gran Cáucaso      | No          | 2720          | Rusia              |
| Pereval Charatbash           | Gran Cáucaso      | No          | 2700          | Rusia              |
| Pereval Kutkh                | Gran Cáucaso      | No          | 2694          | Rusia/Georgia      |
| Datvisjvari Pass             | Gran Cáucaso      | No          | 2689          | Georgia            |
| Zebra Pass                   | Gran Cáucaso      | No          | 2650          | Rusia              |
| Pereval Chapkhunyshkort      | Gran Cáucaso      | No          | 2645          | Rusia              |
| Zagary Pass                  | Gran Cáucaso      | No          | 2620          | Georgia            |